# Lijst van vaktermen in het Nederlands
Hieronder staat een alfabetische lijst van vaktermen in het Nederlands.

## Lijst
| - accent - achtervoegsel - afbreekteken - afbreking - afkappingsteken - afkorting - afleiding - apostrof - beklemtoonde lettergreep - bezits-s - bepaling - bezitsvorm - bijstelling - bijwoord - congruentie - dakje - deelteken - diminutief - donorprincipe - eigennaam - etymologie - evidentialiteit - gedekte klinker - geleed woord - gelegenheidsontlening - gelijkvormigheid - genitief - genus - geslacht - gesloten lettergreep - grens tussen woorddelen - grondwoord | - inheems woord - infinitief - initiaalwoord - klemtoon - klemtoonteken - klinker - klinkerbotsing - klinkerwisseling - koppelteken - korte klinker - lange klinker - leenwoord - lettergreep - lettergreeplengte - letterwoord - liggend streepje - linkerdeel - linkerlid - medeklinker - nabepaling - nadrukteken - onbeklemtoonde lettergreep - onbepaalde wijs van een werkwoord - ongeleed woord - onregelmatig werkwoord - open lettergreep | - parasitisch gat - persoon - persoonsvorm - pleonasme - porte-manteau - prefix - prosodische eenheid - rechterdeel - rechterlid - reduplicatie - samenkoppeling - samenstelling - samentrekking - sisklank - sjwa - soortnaam - stam - stemhebbende medeklinker - stemloze medeklinker - sterk werkwoord - stomme sjwa - suffix - symbool - toonloze sjwa - trema - tussenklank - tussenletter - tussen-n - tussen-s - tweeklank | - uitgang - uitheems woord - uitspraakteken - umlaut - verbuiging - verkleinwoord - verkorting - verledentijdsstam - versteende samenstelling - vervoeging - voorbepaling - voornaamwoordelijk bijwoord - voorvoegsel - voorzetsel - voorzetselbijwoord - vormovereenkomst - vreemd woord - vrije klinker - weglatingsstreepje - weglatingsteken - woorddeel - woordgeslacht - woordgroep - woordparadigma - zwevende bepaling |